# 東京アンダーグラウンド
『東京アンダーグラウンド』（とうきょうアンダーグラウンド）は、有楽彰展による日本の漫画作品。1998年から2005年にかけて『月刊少年ガンガン』（スクウェア・エニックス）にて連載された。単行本は全14巻。2000年から2003年にかけては嶋田純子による小説版が出版された。2002年にはテレビアニメ版が放送された。

## 概要
現代日本の東京に、秘密の地下世界が存在しているという設定を背景に、地下世界から逃げてきた2人の美少女との出会いがきっかけで、地下世界の陰謀に巻き込まれることになった男子高校生の冒険を描く漫画作品。劇中のほとんどの場面は人工物に囲まれた、照明に乏しく薄暗い地下世界を舞台としている。主人公および地下世界の登場人物たちは、地水火風などといった何らかのエネルギー（属性）の力を操ることのできる能力者という設定で、主人公らはこの力を武器に戦い、戦いを経て仲間を増やしつつ、連れ去られたヒロインを取り戻すため、地下世界を支配している勢力に立ち向かっていく。
作品タイトルは担当編集者との電話連絡中に決まった仮題がそのまま採用された。著者の有楽は漫画家になった動機を、かわいい女の子が描けることにあったとしており、本作にも2人のヒロインをはじめとして多くの女性キャラクターが登場する。しかし有楽は、いざ連載が始まると見通し不足で連載を開始したことによる構成力の不足や、安定しない絵柄、締め切りなどに終始悩まされたという。有楽は連載中の絵柄や技法の変遷を「迷走」であると認めつつも、これを「その時々で100パーセントのものを目指して試行錯誤した」結果であると説明している。7年間に渡る連載は、掲載誌で起こったトラブル（2001年のエニックスお家騒動）や、幾度かの中断を挟みつつも続けられた。
単行本のカバー下には本編中のパロディを描いた4コマ漫画や、執筆時の苦労話などを語るあとがき漫画「おまけなページ」が掲載されている。2002年のテレビアニメ化の際には、カバー下の4コマ漫画から拾われたエピソードの一部もアニメ本編に組み込まれた。

## 物語
無敵のケンカ王と呼ばれる高校生、浅葱留美奈（あさぎ るみな）はある日、「公司（カンパニー）」と呼ばれる地下社会から脱走し地上にやってきた2人の少女、「生命の巫女」であるルリ・サラサと、その護衛役チェルシー・ローレックを匿う。ルリに一目惚れし、知られざる地下世界の存在と彼女らの事情を聞いた留美奈は、逃亡中に傷つき疲労した2人を助けるために公司からの追手と戦おうとするが、呆気なく命を落としてしまう。しかしルリの不思議な能力によって蘇生し、その結果として風を操る能力を手に入れる。
能力を操って戦うことができるようになった留美奈は、チェルシーと共に公司から向けられる刺客たちと戦っていくが、次々と現れる敵に追いつめられ、ルリは再び地下世界へと連れ戻されてしまう。留美奈はルリを救うべく、チェルシーや友人の五十鈴銀之助と共に地下に乗り込む。
留美奈は公司の正義を信じる地下世界の刺客たちとの戦いを繰り広げつつ、戦いを通じて地下世界の住人たちと心を通わせていく。一方の囚われのルリも独自に脱出を試み、結果的には再び捕まってしまうものの、彼女の存在に影響を受けて留美奈と合流する者も現れる。留美奈は仲間を増やしつつ、公司との戦いを繰り広げていく。

## 背景設定
作中における物語の始まりは1998年4月6日の出来事であると設定されている。作中における地下世界（アンダーグラウンド）が誕生したのはその数十年前とされ、かつては世界中から集められた子供たちを被験者として、秘密裏に「箱庭」と呼ばれる研究施設で能力者の研究や人体実験が行われていたが、研究者らが生み出した「龍（ロン）」と呼ばれる生物兵器が暴走したことにより地上から隔離されたとされる。
地上と地下世界を隔てる秘密の出入り口には、廃線となった地下鉄の路線が用いられている。地底世界は複数の階層で仕切られ、内部には複数の集落があり経済活動も行われていて、「公司（カンパニー）」と呼ばれる組織によって統治されている。最下層には公司に反発する者たちが住むスラム街がある。また、「龍」の暴走の影響で生じた、「地下空洞（アンダーグローブ）」と呼ばれる巨大空間が複数の階層を貫く形で存在する。
公司は華泰、白龍、崇神という3人の最高幹部を筆頭に、治安維持部隊を率いる「師兵（スーペイ）」と一般戦闘員である「陰兵（インペイ）」、その他事務や警備などの一般業務に従事する者たちで構成されている。このうち最高幹部と師兵はすべて能力者で構成されており、作中において主人公たちの前に立ち塞がるライバルとして登場する。師兵は戦闘力に応じてA級、B級、C級の3階級に分かれ、8人しかいないA級師兵には最高幹部に次ぐ権限や待遇が与えられているが、C級師兵は施設内の立ち入りや部下の人数が制限されている。公司は秘密裏に虐殺や人員の使い捨てといった非人道的行為を行っているが、かつて無法地帯であった地下世界の治安を短期間で立て直したために、地下世界の人々からは概ね支配者として支持され受け入れられている。
著者の有楽によれば、地底世界の描写は無国籍な近未来世界のイメージを意図しており、影響を受けた作品として1982年のアメリカ映画『ブレードランナー』を挙げている。登場人物の名前に中国風のものが多いのは、東京新宿区歌舞伎町のイメージからの着想であるという。物語の舞台に地底世界を選んだのは、当時の担当編集者と話し合いながら現実味のある作品世界を模索する中で、編集者が話題にした地下世界を舞台にしたテーブルトークRPGから着想を得たことや、街中で見かけるマンホールの下にある世界へと想像を膨らませていった結果であるとしている。

## 登場人物

### 主要人物
浅葱留美奈（あさぎ るみな）
声 - 関智一
本編の主人公。高校1年生。15歳 身長168センチメートル 体重56キログラム 血液型A型
「可愛い女の子とのバラ色の学園生活」を目指している、活動的な少年。頭に白いバンダナを鉢巻のように巻いている。物語の序盤で公司の刺客の赤に一度殺害されるが、その直後にルリの持つ反魂（はんごん）の力で蘇り、同時に地下世界で扱う者がいなかったという「風の能力」を手に入れる。連れ戻されたルリを助けるためにアンダーグラウンドに降りることを決意する。
幼い頃から祖父に古流武術（浅葱流剣術）を無理やり教えられていた関係で、中学時代からケンカが強いことで有名であり、無敗のケンカ王と恐れられていた。高校入学早々に3年生の番長をあっさり倒す。しかし極めている域には達しておらず、公司の刺客には歯が立たなかったことから、本格的に祖父に師事し古流武術を身につける。同時に託された「小烏丸」という自分の背丈より長いながらも抜群の切れ味を持つ日本刀と合わせて、「浅葱流剣術『烈風』」を始めとした、急激な気圧の変化が生み出す真空の刃などの必殺技を駆使する。空気の流れを読むこともできる。
チェルシーとよく衝突する（周りからは痴話喧嘩とみられている）が、彼をよく理解してくれるのもまた彼女である。物語終盤、華泰戦で留美奈が瀕死になった際は、チェルシーは彼女自身も瀕死であるにも拘わらず、ルリから受けた反魂の力を受け渡して助けた。
物語序盤でルリに惚れ、アンダーグラウンドに入ってからはチェルシーと接近していくが、どちらとも関係は曖昧なままである。
好きなものは運動とデート。ただしデートはあくまで将来の夢である。嫌いなものは勉強と修行、そしてケンカ。実はかなりのメカ音痴で携帯電話の使い方も分からなかった。
必殺技
浅葱流剣術「烈風」
風を刀身に纏わせ、刀を振り下ろすと同時に急激な風撃と真空の刃を巻き起こす必殺技。元々は祖父が見せた浅葱流剣術「疾風」だったが、自分で編み出した技の威力を見て、留美奈自身が烈風と名付けた。以降戦いを続けることで様々な烈風のバリエーション技を生み出していく。
超・烈風
その名の通り最大出力で放つ烈風。無数の巨大な瓦礫を一撃で全て吹き飛ばす威力を見せた。
烈風（最弱）
アニメ版で使用。絡んできたチンピラを追い返すために加減して烈風を放ったが、周囲に大きな被害を出したことから、威力は全く変わっていない。
烈風陣
赤との再戦時に使用。風の流れを制御して竜巻を作り出し、その竜巻を敵に放つ技。技の思案にはテイルの水の能力がヒントになった。

ルリ・サラサ
声 - 寺田はるひ
「公司（カンパニー）の象徴」である「生命（いのち）の巫女」。年齢は14歳程度。身長152センチメートル 血液型AB型
「生命の巫女」として地下世界で祀られていたが、護衛役であるチェルシーの話から地上に興味を持ち、公司を脱走。一時的に地上に脱出し、留美奈と出会うが、すぐに連れ戻されてしまう。赤に殺された留美奈を反魂の能力で生き返らせ「風の能力」を彼に付加した。なお、反魂の能力は生物、人を蘇生（または再生）させる能力である。基本的に自分が触れたものが蘇生するようだが、「タワーゲート」での留美奈の敗北、最下層（スラム）崩壊の際には、離れた場所からも能力を行使している。
髪型はインテークのあるボブカット。基本的におっとりした性格だが、留美奈を殺害した赤を厳しく咎めたり、白龍の腕に噛み付いたり、誘拐犯に金的蹴りを食らわせて相手が怯んだ隙に逃走しようとするなど、度胸を見せるシーンもある。自分のために周りが傷つくことを恐れており、留美奈をはじめ、チェルシー、シエルらが手傷を負うたびに心を痛めている。チェルシーの回想シーンで、2人で絵を描いている場面があるが、あまり絵は得意でない様子。物語の途中でさらわれるため、出番が極端に少なくなる。
正体は華泰の姉、サラサのクローンであり、容姿も似ている。地下に眠る龍の復活にはサラサの能力が必要であり、そのため龍の復活を目論む白龍はサラサのクローンであるルリを生命の巫女として地下に連れてきた。ただし、白龍もルリが生み出された経緯は詳しくは知っておらず、謎が多い。華泰はルリとの接触後、白龍の思惑通り龍の発掘に執着するようになったため、華泰の変節を快く思わない者たちからは「悪魔の巫女」と呼ばれていた。地下空洞（アンダーグローブ）で「サラサ」と出会い、（ただのクローンではない）「ルリ」として歩き始める。
好きなものは花と散歩と風。嫌いなものは診察。
サラサ
声 - 寺田はるひ
華泰の姉であり、ルリの元となる人物。ルリと異なり長い髪をしていた。8年前に龍の暴走を抑えるために犠牲になるが、彼女の意識は龍に取り込まれた。龍がこの世から消えることを望み、華泰に自分を殺すよう語りかけた。

チェルシー・ローレック
声 - 茂呂田かおる（テレビアニメ） / 三石琴乃（OVA、ドラマCD）
生命の巫女の護衛。19歳 身長170センチメートル 血液型A型
「公司の創立メンバー」の一人で「生命の巫女」であるルリの護衛役、教育係。ルリを地上に連れ出すため、公司を裏切った。自分の信念を曲げない、勝気な性格である。美人で、スタイルが良い。突っ走る留美奈にブレーキをかけるのも彼女の役目であり、日々の苦労も絶えない。「重力」の能力を持ち、重力波で敵を叩たき潰す「ジオ・インパクト」「グラビティ・アタック」「鉄震靠」などの技を使う。ルミナの「風」ほどではないにしろ、「重力」もアンダーグラウンドでは珍しい能力とされている。煉照との戦いの際、相手の炎を重力で取り込む「ファイア・インパクト」という重力使いらしからぬ技を使ったこともある。
物語中盤で一時記憶喪失になるが、その際にスラムで留美奈に渡した帽子を離さず持ち歩いていたりと、実は留美奈に好意を抱いていた様子がうかがえる。「アンタに会えてよかった」や「もしも最初に手を握ったのはルリ様でなく私だったらってことよ！」などと留美奈に重大発言をしている。また、華泰戦で瀕死になった留美奈を、ルリから受けた反魂の力を受け渡して助けた。
本作におけるもう一人のヒロインであり、出番の少ないルリに対して実質的なヒロインとして活躍していた。
実は猫好き。嫌いなものは虫で、特にゴキブリは嫌いな模様。
作者の有楽によれば、チェルシーのキャラクターは以前に没になった漫画から流用したもので、構想時において最初に登場が決まった登場人物であるという。名前の由来は同名のキャンディーから。
五十鈴銀之助（いすず ぎんのすけ）
声 - 保志総一朗
高校1年生。15歳  身長174センチメートル 体重55キログラム 血液型B型
留美奈の幼稚園からの幼馴染み。科学者への道を希望している。いつも度の強いぐるぐるメガネをかけているが、外すと留美奈も知らない美形の顔が現れる。彼には「能力」が無いため、地下世界で出会った発明家にして彼の師匠でもある翠が開発した、能力が無い者でも水・炎・雷・氷などの力を操ることのできるメカ「練氣銃」を使って戦う。また序盤は身体的に留美奈らに比べてはるかに劣っていたが、翠との出会いや特訓から能力者顔負けの戦闘力を発揮するようになる。「僕は文化系だよ〜」が口癖。
好きなものは科学と読書。運動が嫌い。

### 主人公たちの仲間
シエル・メサイア
声 - 大谷育江
（元）公司年少組 10歳 身長130センチメートル 血液型B型
雷使いの小柄な少女。通称「雷娘」または「雷チビ」。物語序盤では公司の命令に従っており留美奈の敵として登場、風の能力を身に付けた留美奈を試すが、戦いの末に留美奈の能力の強大さを知り撤退。後に地下世界に連れ戻されたルリの護衛役を任じられ、ルリと親交を深める。しかしルリがこのままだと殺されてしまうことを偶然知って動揺し、苦悩の末に留美奈たちに会わせるために彼女を連れて脱出を図る。試みは白龍によって阻まれてしまうが、それ以後は留美奈たちの仲間となり、ルリを救うために共闘するようになる。
上述の脱出を阻まれた際の白龍との戦闘では、ほぼ一方的にいたぶられ満身創痍になり、白龍に凄まれながらもなおルリの逃走ルートを黙秘した上に白龍を挑発するという少女らしからぬ気丈さを見せたが、その言動が仇となり右腕の骨を踏み砕かれている。このことが少なからずトラウマになっているようで、スラムで白龍との戦闘を思い出して身体を抱えて震える、物語終盤においてたまたま通りかかっただけの黒い革靴の男性が白龍と重なり青ざめながら膝を抱えるなどの様子が見られる。
年齢の割に自立心が強いが信頼できる目上の人間に対しては歳相応の性格となる。自身の能力である雷を使った数々の攻撃・必殺技を得意とする。能力制御のために常にリボンを巻いており、リボンを介して電撃を放つことも可能だが、これを奪われると強力な技のコントロールができずに暴走してしまう。しかし、絶対と言われる白龍の水の防護をわずかに貫通したことがあり、能力の高さを見せている。
登場当初は髪を2本のリボンで束ねてツインテールにしていたが、公司を離反する際にリボンの一方を再会の約束の証としてルリに渡し、以降は髪型を変えている。
好きなものはお菓子とリボン。嫌いなものは犬。
テイル・アシュフォード
声 - 笹島かほる
公司A級師兵。17歳 身長約172センチメートル 体重約58キログラム 血液型AB型
物語序盤、ルリを連れ戻すために派遣されてきた2人の刺客のうちの一人にして公司創設メンバーの一人。プライドが高く、自分の能力に絶対の自信を持っていたが、留美奈との初戦闘で思わぬ反撃をくらい、傷を負ってからは彼をライバル視するようになる。2度目の戦いでの敗北以後は、「留美奈を倒すのは自分」という信念のもとに動き、公司と距離を置くようになる。テイル自身は留美奈の仲間になったわけではないと主張しているが、ハイエナとの戦いに苦戦している留美奈に加勢しようとしたり、華泰との戦いで重傷を負った留美奈の治療にあたるなどほぼ協力関係にあり、周りからは留美奈の仲間として認識されている。
地上にいた頃は貧困地域の出身で、実の両親に能力実験の被験者として金で売られた過去を持つ。華泰・秋絃とは箱庭にいた頃からの幼なじみの関係であり、秋絃からは「泣き虫テイル」と呼ばれていた。かつては自身を裏切った親や地上への憎しみと、それでも捨てきれなかった母の幻影に囚われていたが、後に精神的に成長し過去を断ち切れるようになった。
「水」の能力を持ち、100トンの水を押し固めた、形状を自在に操れる水の剣「穿水刃」や、ピンポイント攻撃・虚像作成など水を使った多彩な技を使う。これらの技は「能力の制御で僕の右に出る者はいない」と豪語するほどの自信に見合った、凄まじい精度を誇る。後に対留美奈用の必殺技として「狐爆殺」を生み出す。
アニメ版では2度目の戦いで敗北して以降は登場せず、物語の途中から生死不明となっている。
シャルマ・ルフィス
声 - 野田順子
公司B級師兵 16歳 身長164センチメートル 血液型O型
氷使い。かつて師兵時代のチェルシーとコンビを組んでいた色黒の女性。基本的には面倒見のいい関西人気質だが、チェルシーにかなりの対抗心を燃やしている。武器は鞭で、氷・冷気を活かした技を得意とする。関西弁を話す。
ローレックファンクラブの会員No.1であり、チェルシーとかつて自分を育ててくれた女性を重ね、憧れを抱いていたが、同時にそうした存在であるチェルシーが公司を裏切ったことを許せずにいた。当初は留美奈たちと敵対していたが、スラム編以降は仲間に加わる。頭の左右でまとめた髪を太い縦ロールにした髪型から、「ロールパン頭」という通称で呼ばれている。
高麗（コウリン）
声 - 木村亜希子
公司年少組 10歳 身長132センチメートル 体重32キログラム 血液型B型
兄の羅と同じく「磁力」の能力を持つ少年。武器はヨーヨー二刀流で、ヨーヨーやインラインローラーに磁力を込めて戦う。A級師兵になることを目標に最強を目指していたが、白龍に利用された上、留美奈たちと共に最下層（スラム）へと落とされる。スラムからの脱出のために留美奈たちとは一時的に共闘。そこで半獣人の04（レイヨン）と出会い、仲良くなる。スラム崩壊後、公司のカッディールから04の治療と引き換えに留美奈と戦うことを要求された。04との関係は、兄に「弟のフィアンセ」と茶化されていたとはいえ、当人たちはお互いに悪く思っていない。
スケボーとヨーヨーが好き。嫌いなものは師兵試験。
羅（ロウ）
声 - 宗矢樹頼
高麗の兄。弟と同じく磁力使い。師兵の中でも下っ端のC級師兵で、弟の方が優秀。しかしそれ以上の欠点は、下手な変装を自分の得意技と思っていることと、隠密向きでない容姿、上に卑屈で下に傲慢な性格。ただし、このヘタレっぷりは、作品がチェルシーの立場やそれしか知らない留美奈たちからの視点であるがゆえ。実際には師兵というだけで特権階級に入るらしく、能力者というだけで「スゴい」らしい。またどんなにコケにされても弟の高麗のために身体を張るという弟思いな一面も見せる。血液型はB型。
04（レイヨン）
声 - 飯塚雅弓
半獣人。年齢12歳程度 身長約136センチメートル 血液型O型
スラムに住む半獣人の少女。半獣人ゆえの副作用に苦しんでおり、公司の技術による治療を望み、留美奈たちと接触した。
元々はカッディールの研究の被験者の一人。04とは被験者に与えられた通し番号であり、名前ではない。10人いた被験者の中で唯一脱走に成功。スラム崩壊後は、高麗兄弟やシエルとともに行動していたが、偶然カッディールの研究所に運び込まれ、治療を受けるとともに翼の生えた形に変身する。獣化の研究成果で地下世界を支配することを目論んでいたカッディールを倒し、その後物語の終盤で留美奈たちと再会する。高麗とは格別仲がいい。翼の生えた姿の際は肉体も一時的に成長したものへと変わる。
翠（スイ）
声 - 櫻井孝宏
発明家兼格闘家。24歳 身長182センチメートル 体重70キログラム
かつて公司の師兵が「能力者狩り」と称して住んでいた村にやってきた際、恋人ヘキサを守れなかったことから力を欲するようになり、能力者でなくても能力を扱える練氣銃を開発した。以来、公司を敵視しており、銀之助に練氣銃の使い方を教える。以前からチェルシーとは面識があり、チェルシーが公司に所属していた頃は敵対関係にあった。
発明好きで部品探しのためかジャンク街も好き。身体能力・戦闘センス・発想力および考察力ともにA級師兵に遜色がないほどの実力者。ヘキサを公司から取り戻してからは彼女と共に生活しているが、銀之助曰く、ヘキサの尻に敷かれているらしい。
エミリア・ルナリーフ
声 - 高野直子
公司の衛兵。18歳 身長178センチメートル
通称エミリー。ローレックファンクラブ会員ナンバー2。チェルシーに憧れている。ジルハに比べるとおっとりした性格で良識人。
能力者ではないが、コンピューター機器の扱いに長けている。かつて公司が主導して行っていた地下で地上の景色を復元する活動に熱心であり、そのため公司に対して厚い信頼を抱いていたが、留美奈と白龍の戦いの様を見たことや、スラム崩壊・人狩りなどの公司の非人道的な行いを経て公司に疑問を抱くようになる。嫌いなものは爬虫類。
ジルハーツ・ミセット
声 - 川澄綾子
公司の衛兵。18歳 身長145センチメートル
通称ジルハ。ローレックファンクラブ会員ナンバー3、および終身名誉会長。後輩のエミリア同様にチェルシーに憧れている。やや妄想癖が強くファンクラブ員を利用して公司の機材などを無断利用していたりもする。
能力者ではないが、一般人の中ではそれなりに強く、白龍の特殊部隊である幻音を体術で倒している。
任務と紅茶とチェルシーを愛する。嫌いなものはひ弱な男。

### 公司（カンパニー）
華泰（カシン）
声 - 森久保祥太郎（テレビアニメ）、小池亜希子（少年時代） / 上田祐司（OVA）
公司の創設者かつ支配者で地下世界のトップに君臨する男。身長約176センチメートル 体重約65キログラム 血液型AB型
かつて祟神、赤、テイル、チェルシーと共に、混沌としていた地下世界から今のアンダーグラウンドの秩序を築き上げた人物で、「地下世界の英雄」と呼ばれていた。しかし白龍との接触をきっかけに序々に非道な性格に変わっていく。
「龍の暴走」で姉サラサを亡くしており、心に深い傷を負っている。白龍はそこに付け込み、8年前死亡したサラサと瓜二つ少女・ルリを連れ、駆け引きを持ちかける。「地上への報復のため」龍の発掘を手がけるが、本当の目的は龍と一体化したサラサの記憶をサラサのクローンであるルリに転送し、サラサを生き返らせるためであった。ルリのことは姉の名前である「サラサ」と呼び、彼女のことを寵愛していたが、あくまでも姉の記憶を転送するための器としての寵愛であり、ルリ個人の人格や個性には全く興味を示していなかった。
全ての能力の源になった「生命の巫女」の血を分けた彼は、全ての属性を無効にする能力、刀であらゆる物を切り裂く能力のほか、属性に縛られないいわゆる「無」と「斬」の二つの能力を持つ。アニメ版では能力の描写が異なり、火、水、雷など、複数の能力を同時に使えるという設定であった。
原作・アニメのどちらも留美奈との一騎討ちに敗れている。
白龍（パイロン）
声 - 寺杣昌紀（テレビアニメ） / 子安武人 (OVA)
公司幹部にして本作の黒幕。身長約188センチメートル 体重約84キログラム 血液型O型
テイルと同じく水使いだが、その実力は彼より上で、公司No.2の実力者。目的のためなら非情な手段も辞さない性格。水を駆使した様々な攻撃・必殺技を得意とする。彼の使う水はただの水ではなく、不純物を極限まで取り除いた「純水」にすることも可能で、地下世界の常識に反して雷使いの電気を通さない。また、他の能力者では不可能な、体内に流れる水を支配できるほどの強い能力を持つ。
公司幹部であるが崇神や赤のような公司創設メンバーではなく、公司による地下支配が安定した後に突如として現れ、数か月で公司のNo.2に上り詰めた。強力な能力を持ちながら研究所のデータベースにも一切情報がなく、謎の多い人物。正体は元「箱庭」の研究者であり、地下での「龍の暴走」後、一時は地上に戻ったがクローン技術を使って生み出された華泰の姉である「ルリ」を連れて公司を訪れた。元研究者であるため龍の存在に興味を示しており、龍の復活に熱心である。当初は華泰を力で屈服させ、龍の発掘を進める算段であったが、華泰の能力により頬を切られ、以後は表向きは華泰に忠誠を誓いながら龍の発掘を行うようになる。
最終巻では悲願の直前に、チェルシーの生命をとした重力波によって潰され道連れにされる形で倒された。
崇神（スイジェン）
声 - 牛山茂
公司No.3の男。公司創設メンバーの一人。メガネをかけている。能力者ではあるが、普段は事務仕事に追われる苦労人。重力を操り、その実力はチェルシーを上回る。
姉への思いを断ち切れない華泰と、龍の研究と留美奈への復讐に燃えている白龍の次に座する身のため、アンダーグラウンドと公司の運命は彼の双肩にかかっており、常に悩み多き人物。血液型はO型。
赤（セキ）
声 - 三木眞一郎
公司A級師兵 身長約180センチメートル 体重約75キログラム 血液型AB型
炎使い。公司No.4の実力を持ち、師兵団のトップを任されている。
作中における最初の敵として登場し、その際には喧嘩に自信があった留美奈を、前口上を言い終える間すら与えずに一度殺害した。スラムでも反抗勢力を容赦なく一掃する非情さを見せるが、一方で白龍に殺されかけたシエルを一度救うなど、情のある部分も見せる。また、赤を慕う部下も多い。
公司創設メンバーの一人で、華泰やチェルシーのよき理解者でもあったが、白龍の接触で華泰が変節していき、またチェルシーが公司を裏切ると、自らの立ち位置に苦悩し、暴走していく公司の行く末を案じるようになる。留美奈を過去の華泰と重ねて見ており、どこか留美奈に期待感を持っている。
原作では物語終盤に留美奈と再戦、最大必殺技の我龍双煉掌を繰り出すが留美奈の烈風陣の前に敗れる。敗北した赤はとどめを刺せと言うが留美奈はそれを拒否し、「俺のやり方でルリを救う」という言葉と、チェルシーの「あんたは華泰や白龍とは違う」という言葉で赤は部下と共にその場を去った。留美奈との決戦の後に自身が華泰を止めるような発言をしており、原作ではその後出番は無かったが、アニメ版では終盤においてチェルシーと共闘する。
秋絃（しづる）
A級師兵。半獣を超える力を持つ超獣人。あらゆるDNAを内包し、混成させる力を持つ。そのため、変装も得意で全く体格の異なる人物にも化けることができる。テイルとは幼少の頃からの知り合いで仲が良かった。お節介な性格で、母の幻影を追い求めるテイルのために、凍結されていた半獣人の研究の復活を公司に働きかけ、自ら超獣人の能力を身に着けた。テイルが公司を裏切った時には彼が公司に戻れるよう説得するが失敗する。その後はテイルとの接触はなく、公司に従順な師兵として行動していた。華泰やチェルシーとも公司設立以前からの知り合いである。
ハイエナ
A級師兵。電気使い。箱庭の実験で視力を失い、その代わり電気を使って敵の位置を知ることができる。その能力や身のこなしの良さから、闇打ちが本職で、白龍の特殊部隊とも面識がある。姑息な手段もいとわず、また口数も多いが口達者でもある。
キーラ
A級師兵。操の能力者で、相手を操ることができる。ただし、能力の使用中は自分も動くことができないという制約がある。
ダイオン
A級師兵。奇妙な帽子とマントを身につけている。腐の能力者であらゆる物を土に還すことができる。シャルマの隣人を殺した張本人で、美しい者が朽ち果てる様を見るのが好きという外道。最期はシャルマに殺される。
ライチ
声 - 山口隆行
巫女の番兵。通称ライチン。シエルとルリの逃亡を防げなかったので、罰として左遷された。
煉照（れんしょう）
声 - 宮本充
炎使いの師兵。チェルシーがまだ公司に在籍してルリの護衛役をしていた頃、公司における自分の扱いが同じ炎使いの赤に比べて悪いことに不満を感じ、巫女をさらって反乱を起こす。最期はチェルシーに止めを刺される。
アニメ版では生存しており、地下武闘大会の試合に登場する。そこで再びチェルシーと戦い、互角以上の戦いを見せながらチェルシーをレジスタンスへと誘うが、当然その誘いは断られ、最後には再び彼女に敗れる。
ランス・カッディール
ロウワータウン公司保安支局局長。3年前は公司の獣化プロジェクトの責任者で、04ら10人の子供を使って人体実験を行った。実はその実験はカッディール自らが超生命体になるためのものであり、その力によりアンダーグラウンドの王になることを目論んでいたが、失敗し、04に止めを刺される。

#### 白龍の特殊部隊
師兵とは異なる白龍直属の部下。元凶悪犯や死刑囚から構成されており、反乱分子の抹殺や能力者狩りなどの陰の仕事を行う。シエルの手助けにより一度公司本部を脱出したルリを連れ戻すためにタウンに訪れ、留美奈らと交戦する。その後ハイエナとの戦いでも再登場している。
熱（ねつ）
声 - 楠大典
熱使い。熱エネルギーにより筋肉の潜在能力を引き出すことができる。4人の中では最も扱いが不遇であり、初戦闘シーンにかかわらず、あっさりチェルシーにやられる。再登場時はシエルに「おじさんは何でここにいるの？」とまで言われていた。
影（かげ）
声 - 日野由利加
影使い。神経ガスにより相手の視覚を混乱させることを得意とする。攻撃は毒魔手で行う。銀之助と練氣銃の威力を舐めてかかり、凍らされた。
煙（けむり）
声 - 堀内賢雄（テレビアニメ） / 小西克幸 (OVA)
煙使い。煙で姿をくらます戦いが得意。パワーファイターで、大剣使いでもある。
音（おと）
声 - 杉山佳寿子
音使い。「音」は通称で、本当の名前は「幻音（うつね）」。前髪が長いため目元が隠れている子ども。笛を吹き、その笛の音を聴いたものを操ることができる他、空気を圧縮して放つこともできる。聴力も優れている。
チェルシーによって倒され、彼女に白龍の目的を聞かれたが最初は黙っていた。しかし、チェルシーに足蹴にされた後に脅され、あっさりと目的を喋る。

### その他
ヘキサ
声 - 小島幸子
翠の恋人。瀕死状態にあった翠を介抱したことがきっかけで知り合う。能力者狩りの時に公司に連れ去られ、幻音の能力で操られていたせいで翠と戦うが、チェルシーが幻音の笛を破壊したことにより我に返る。その後、翠とはいい雰囲気のようである。彼女も能力者並みに戦闘力が高い。
じじい
声 - 富田耕生
留美奈の祖父。浅葱流古武術の達人で非常に強いが、スケベ。物語序盤で留美奈がアンダーグラウンドに旅立つ際、留美奈に武術を教え、小烏丸を渡した。
スラムのマスター
公司に反発する者たちが住むスラム街の支配者。女性。スラム街の電気を一手に管理していることから、強い支配力を持つ。レジスタンスとの強力なパイプを持つ反公司派の大物で、公司からも命を狙われている。スラム崩壊後、生き残った住人を集めて公司への大規模な反乱を計画するが、留美奈らの説得により断念する。
ブラッド
スラムの住人。半獣人。地下武闘大会に参加しており、公司の横槍がなければ留美奈たちと戦うはずだった。公司のことは良くは思っておらず、スラム崩壊以後に留美奈たちにスラムへの行き方を教えた。スラムのマスターによる公司への反乱計画にはあまり興味がないらしく、ごろつきどもと自分たちの国を作ることを夢見ていた。
山賊の親分
単行本2巻の外伝に登場。巨大な石柱を操る「石礫棍（せきれきこん）」の技を持つ能力者。公司設立前の無法地帯だった頃の地下世界で、能力で村を支配していたが、チェルシーに倒される。
溶（よう）
声 - 天田益男
スラムの住人。酸の能力者で、触れるものを溶かすことができる。その能力により、付近の住人を支配していたが、シャルマに倒される。
神楽幸平（かぐら こうへい）
元・箱庭の研究者。よれよれの白衣と無精ひげ、眼鏡が特徴的な痩躯の中年。研究者の中では珍しく、被験者にも優しかったため、龍の民からは慕われている。禁龍鉱を応用したアンチ能力腹巻を開発し、チェルシーたちに修行させた。箱庭時代に白龍と面識があり、また、6年前には華泰を修行させている。
アモン
龍の民の親分格。チェルシーのことを「姉御」と呼び崇めている。その巨躯に見合うだけのかなりの力持ち。
トビン
龍の民。身のこなしが鋭く、チェルシーたちの修行に付き合う。目つきも悪いが口も悪い。

## ドラマCD
2000年にはドラマCD『コミックCDコレクション 東京アンダーグラウンド Vol.1 霧幻の罠』が発売された。主人公らが地下世界に旅立つ前の時期を描いたオリジナルエピソードで、ドラマCDオリジナルの登場人物も登場する。チェルシーのキャストは後のOVA版に準じたものとなっているが、『Vol.2 ハート・ストリング』でテレビアニメ版の配役に変更された。
またこれとは別にテレビアニメ版のキャストに準じた配役で、全3巻のドラマCDが発売された。

## OVA版
テレビアニメ版に先駆けての2001年には、『月刊少年ガンガン』・『月刊ガンガンWING』・『月刊Gファンタジー』・『月刊ステンシル』、4誌合同スペシャルアニメビデオにおいて、本作のショートアニメが収録された。『BUS GAMER』（峰倉かずや）、『E'S』（結賀さとる）、『ナイトメア☆チルドレン』（藤野もやむ）のショートアニメも同時収録されている。
キャスト
- ルミナ - 関智一
- チェルシー - 三石琴乃
- ルリ - 寺田はるひ
- 五十鈴銀之助 - 保志総一朗
- 華泰 - 上田祐司
- 白龍 - 子安武人
- 煙・ナレーション - 小西克幸

スタッフ
- 演出 - 大庭秀昭、篠崎康行
- 絵コンテ・キャラクターデザイン・作画監督 - 佐々木敏子
- 美術 - 砂川千里
- 彩色設計・色指定 - 伊藤靖子
- アニメーション制作：東京キッズ

## テレビアニメ
テレビ東京系で2002年4月2日から9月24日の期間で全26話が放送された。原作第8巻までの内容が概ね原作に沿った形で映像化され、終盤はテレビアニメ独自の展開で華泰、白龍との対決が描かれた。

### スタッフ
- 原作 - 有楽彰展（スクウェア・エニックス「ガンガンコミックス」刊）
- 監督 - 伊達勇登
- シリーズ構成 - 隅沢克之
- キャラクターデザイン - もりやまゆうじ
- サブキャラクターデザイン - 六道那拓美
- 美術監督 - 一色美緒
- 色彩設定 - 川見拓也
- 撮影監督 - 松本敦徳
- 音楽 - 多田彰文
- 音響監督 - 高桑一
- プロデューサー - 東不可止、山西太平、萩野賢
- アニメーションプロデューサー - 朴谷直治
- 製作 - テレビ東京、電通、ぴえろ

### 主題歌
オープニングテーマ
「情熱」（第1話 - 第17話）
作詞 - 小玉キョウ / 作曲・編曲 - 木村玲 / 歌 - [iksi:d]
「HEY YOU!!〜失ってはならないもの〜」（第18話 - 第25話）
作詞 - 小玉キョウ / 作曲・編曲 - 木村玲 / 歌 - [iksi:d]

エンディングテーマ
「覚醒都市」（第1話 - 第25話）
作詞・作曲・歌 - 新居昭乃 / 編曲 - 保刈久明
「Eternal Flower」（第26話）
作詞 - 藤林聖子 / 作曲・編曲 - 石塚知生 / 歌 - 寺田はるひ

挿入歌
「Moon eyes」（第17話、第19話）
作詞 - 藤林聖子 / 作曲・編曲 - 多田彰文 / 歌 - 寺田はるひ
「Blow up」（第21話）
作詞 - 藤林聖子 / 作曲・コーラスアレンジ - 飯田建彦 / 編曲 - 石塚知生 / 歌 - 関智一、保志総一朗

### 各話リスト
| 話数   | サブタイトル                                | 脚本       | 絵コンテ       | 演出       | 作画監督            | 放送日        |
| ------ | ------------------------------------------- | ---------- | -------------- | ---------- | ------------------- | ------------- |
| 第1話  | 地上 運命の出逢い                           | 隅沢克之   | 伊達勇登       | 伊達勇登   | 六道邪柘美          | 2002年 4月2日 |
| 第2話  | 反魂（はんごん） 生命（いのち）の巫女       | 隅沢克之   | 岡嶋国敏       | 久城りおん | 大坪幸麿            | 4月9日        |
| 第3話  | 覚醒 風・動くとき                           | 西園悟     | 浦田保則       | 浦田保則   | 大西貴子 六道邪柘美 | 4月16日       |
| 第4話  | 満月 ルリの想い                             | 横手美智子 | 佐藤昌文       | 佐藤昌文   | 実原登              | 4月23日       |
| 第5話  | 対決 二人の水使い                           | 横手美智子 | 小林一三       | 栗井重紀   | 小林一三            | 4月30日       |
| 第6話  | 修行 それぞれの決意                         | 大和屋暁   | 入好さとる     | むらた雅彦 | 伊東克修            | 5月7日        |
| 第7話  | 突入 地下世界へ                             | 西園悟     | 武本康弘       | 武本康弘   | 荒谷朋恵            | 5月14日       |
| 第8話  | 師兵（スーペイ） 闇に潜むワナ               | 西園悟     | 久城りおん     | 久城りおん | 大坪幸麿            | 5月21日       |
| 第9話  | 練氣銃 ともに戦うために                     | 大和屋暁   | まついひとゆき | 浦田保則   | 大西貴子            | 5月28日       |
| 第10話 | 逆襲 水使い再び…                            | 横手美智子 | 佐藤昌文       | 佐藤昌文   | 実原登              | 6月4日        |
| 第11話 | 死闘 憎しみを越えて                         | 西園悟     | 小林一三       | 栗井重紀   | 小林一三            | 6月11日       |
| 第12話 | 反逆 光への脱出                             | 西園悟     | まついひとゆき | むらた雅彦 | 番由紀子            | 6月18日       |
| 第13話 | 約束 リボンにこめた想い                     | 大和屋暁   | 荒谷朋恵       | 荒谷朋恵   | 上野真理子          | 6月25日       |
| 第14話 | 追撃 タワーゲートの刺客                     | 横手美智子 | 久城りおん     | 久城りおん | 大坪幸麿            | 7月2日        |
| 第15話 | 襲撃 引き裂かれた絆                         | 隅沢克之   | 浦田保則       | 浦田保則   | 大西貴子            | 7月9日        |
| 第16話 | 衝撃 忘れえぬ旋律                           | 隅沢克之   | 佐藤昌文       | 佐藤昌文   | 実原登              | 7月16日       |
| 第17話 | 漸撃 笑顔のために                           | 隅沢克之   | まついひとゆき | 浦田保則   | 金塚泰彦            | 7月23日       |
| 第18話 | 再会 涙ぬぐう風                             | 西園悟     | まついひとゆき | むらた雅彦 | 番由紀子            | 7月30日       |
| 第19話 | 焦燥 とどかぬ想い                           | 横手美智子 | まついひとゆき | 岡嶋国敏   | 昆冨美子            | 8月6日        |
| 第20話 | 刺客 磁力使いのワナ                         | 大和屋暁   | 久城りおん     | 久城りおん | 大坪幸麿            | 8月13日       |
| 第21話 | 最下層（スラム） 反逆者たちの街             | 西園悟     | 荒谷朋恵       | 荒谷朋恵   | 米田光良            | 8月20日       |
| 第22話 | 結集 処刑場（キリングフィールド）への招待状 | 西園悟     | 佐藤昌文       | 佐藤昌文   | 実原登              | 8月27日       |
| 第23話 | 激戦 頂点を目指して                         | 大和屋暁   | まついひとゆき | 浦田保則   | 大西貴子            | 9月3日        |
| 第24話 | 理由 裏切りの炎                             | 横手美智子 | むらた雅彦     | むらた雅彦 | 金塚泰彦            | 9月10日       |
| 第25話 | 崩壊 癒されぬ心                             | 隅沢克之   | まついひとゆき | 熊谷雅晃   | 斉藤英子            | 9月17日       |
| 第26話 | 光へ 想いをひとつに!                        | 隅沢克之   | 浦田保則       | 浦田保則   | 番由紀子            | 9月24日       |

## 書誌情報

### 漫画
- 有楽彰展 『東京アンダーグラウンド』 エニックス、スクウェア・エニックス〈ガンガンコミックス〉、全14巻
  1. 1998年7月22日初版（1998年6月22日発売）、ISBN 4-87025-313-5
  2. 1999年2月22日初版（1999年1月22日発売）、ISBN 4-87025-441-7
  3. 1999年8月22日初版（1999年7月22日発売）、ISBN 4-7575-0058-0
  4. 2000年2月22日初版（2000年1月22日発売）、ISBN 4-7575-0162-5
  5. 2000年9月22日初版（2000年8月22日発売）、ISBN 4-7575-0290-7
  6. 2001年2月22日初版（2001年1月22日発売）、ISBN 4-7575-0384-9
  7. 2001年8月22日初版（2001年7月21日発売）、ISBN 4-7575-0489-6
  8. 2002年2月22日初版（2002年1月22日発売）、ISBN 4-7575-0618-X
  9. 2002年8月22日初版（2002年7月22日発売）、ISBN 4-7575-0733-X
  10. 2003年3月31日初版（2003年3月22日発売）、ISBN 4-7575-0896-4
  11. 2003年9月22日初版（2003年8月22日発売）、ISBN 4-7575-1007-1
  12. 2004年4月22日初版（2004年3月22日発売）、ISBN 4-7575-1140-X
  13. 2004年10月22日初版（2004年9月21日発売）、ISBN 4-7575-1274-0
  14. 2005年7月22日初版（2005年6月22日発売）、ISBN 4-7575-1429-8

### 小説
- 有楽彰展（原作）・嶋田純子（著）、エニックス、スクウェア・エニックス〈Comic Novels〉、全4冊
  - 『小説 東京アンダーグラウンド いばら姫の恋人』、2000年2月25日発売、ISBN 4-7575-0189-7
  - 『小説 東京アンダーグラウンドII ドリーム・メイカー』、2001年10月26日発売、ISBN 4-7575-0565-5
  - 『小説 東京アンダーグラウンドIII 真夏のレジスタンス』、2002年8月30日発売、ISBN 4-7575-0761-5
  - 『小説 東京アンダーグラウンドIV シャングリラの巫女』、2003年10月31日発売、ISBN 4-7575-1062-4

### その他
- エニックス編 『パーフェクトガイドブック 東京アンダーグラウンド』 エニックス、2002年、ISBN 4-7575-0682-1。
- エニックス編 『ポストカードブック 東京アンダーグラウンド』 エニックス、2002年、ISBN 4-7575-0704-6。
- エニックス編 『TVアニメ 東京アンダーグラウンド オフィシャルガイド』 エニックス、2002年、ISBN 4-7575-0760-7。